# Llotja del Peix d'Alacant
La Llotja del Peix d'Alacant (o Llonja del Peix) és un edifici històric d'estil historicista, destinat actualment a usos culturals.
Va ser una infraestructura que tenia per objectiu revitalitzar el comerç portuari alacantí al final de la Primera Guerra Mundial. El projecte va ser de l'enginyer Próspero Lafarga a partir de l'encàrrec de la Junta d'Obres del Port d'Alacant.
Les obres van durar des de 1917 fins a la seua inauguració el 1922. Lafarga va introduir elements estètic propis del Magrib, per això és d'estil historicista, més concretament neoàrab o neomusulmà. L'edifici està format per una nau longitudinal amb diverses transversals. A principis de la dècada dels 90 va ser rehabilitat pel consistori alacantí, per encetar, el 1992 un nou període com a espai cultural amb tres sales, on hi tenen lloc exposicions culturals o altres activitats variades.